# Antonio Turiel Martínez
Antonio Turiel Martínez  (nacido en León, 1970) es un científico y divulgador licenciado en Física y Matemáticas y doctor en Física Teórica por la Universidad Autónoma de Madrid. Trabaja como Investigador Científico en el Instituto de Ciencias del Mar del CSIC, ubicado en Barcelona.

## Trayectoria
Es conocido en su faceta de divulgador científico, labor que realiza en conferencias, artículos y sobre todo a través de su blog The Oil Crash, en el cual toca temas sobre el agotamiento de los recursos convencionales de combustibles fósiles, como el pico del petróleo y sus posibles implicaciones a escala mundial y también sobre la economía y sociedad españolas.
Antonio Turiel aboga por el decrecimiento, que califica como una «disminución del  metabolismo de la Sociedad» y lo considera inevitable; además, es crítico con las posturas  productivistas de los diversos partidos políticos tanto de derecha como de izquierda. Entre sus opiniones destaca la consideración de la fracturación hidráulica como una burbuja especulativa, pues el rendimiento energético de tal técnica es mucho menor comparándola con la extracción convencional de combustibles fósiles de antaño, y que sus daños ambientales son importantes. Ha advertido en reiteradas ocasiones de la imposibilidad de mantener el sistema económico capitalista en un contexto de transición energética marcado por la necesaria lucha contra el cambio climático y por los límites inherentes a las energías renovables;  asimismo, considera al comunismo como un sistema «fracasado», al ser productivista. Turiel sostiene que «la idea del crecimiento infinito» puede llevar al colapso a la humanidad en el siglo XXI.

En el terreno de la política económica y de los recursos naturales se ha mostrado crítico con las posturas de Vicenç Navarro y Juan Torres y con la influencia en ambos en las propuestas económicas del partido político Podemos, contrarias al decrecimiento. Para Turiel la transición energética es muy difícil en la actualidad y considera necesario un cambio de modo de vida que implique una sustancial disminución del consumo energético, es decir, implantación de políticas de decrecimiento. Sobre el particular, aboga por mantener el «nivel de vida» mas no el «estilo de vida», advirtiendo la inviabilidad de seguir con un «consumo desechable, de derroche, de consumismo sin sentido, de obsolescencia programadas de la mayoría de productos».
La idea de que el mercado proveerá, que ya encontraremos algo, es absurda, es un dogma ideológico, no una verdad científica ni nada parecido.
Sobre los sistemas de generación de energías renovables, Turiel considera que estas tienen límites de producción y que la crisis de combustibles fósiles provoca a su vez una crisis de materiales, mientras que las renovables necesitan muchos materiales.
Hay gente que últimamente está muy enfadada conmigo porque digo que las renovables no son la panacea y que no son milagrosas y demás.
Ha comparecido  ante la Comisión de Energía del Parlamento Vasco, el 29 de septiembre de 2018,  la Comisión Quinta del Congreso de Colombia, en el debate sobre el proyecto de ley de prohibición del fracking en Colombia, el 12 de febrero de 2021 [cita requerida] y la Comisión de Transición Energética del Senado español, el 12 de abril de 2021.
Para Turiel la Invasión de Ucrania de 2022, iniciada en febrero, y los problemas derivados de abastecimiento energético (gas, petróleo, carbón y uranio) y mineral por parte de Rusia, agudizan el encarecimiento energético y hace más difícil si no imposible la transición energética. Considera necesario un cambio de modo de vida que implique una sustancial disminución del consumo energético, es decir, implantación de políticas de decrecimiento.
En 2022, Ecologistas en Acción de Navarra le concedió el Premio de Medio Ambiente 2021.

## Publicaciones y entrevistas

### Libros
- 2013 — Un futuro sin más, Antonio Turiel, Kindle Edition. Novela de ficción especulativa.
- 2020 — Petrocalipsis, Antonio Turiel, 2020, Editorial Alfabeto, ISBN 978‑8417951108. Ensayo divulgativo sobre la crisis energética.
- 2022 — El otoño de la civilización, Juan Bordera y Antonio Turiel (Prólogo de Yayo Herrero. Epílogo de Jorge Riechmann), Editorial Escritos Contextatarios, ISBN 978‑84‑09‑38126‑5.[18]
- 2022 — Sin energía, Antonio Turiel, 2022, Editorial Alfabeto, ISBN 978‑8417951320.
- 2024 — El futuro de Europa. Cómo decrecer para una reindustrialización urgente, Antonio Turiel, 2024, Ediciones Destino, ISBN  978‑84‑233‑6641‑5.

### Artículos en revistas y prensa
- 2022 — La crisis de la energía en el mundo de hoy. Análisis del World Energy Outlook 2021, JHU-UPF Public Policy Center UPF-BSM, nº 1, 2022, 22 págs.

CTXT (con Juan Bordera, y otros)
- El otoño de la civilización (y la ruptura de la cadena de suministros), 2021.
- La primera guerra de la «era del descenso energético», 2022.
- Sobre cómo los «lobbies» diluyen el informe climático más importante del mundo. 2022 con Juan Bordera, Fernando Valladares, M. García Pallarés, J. de la Casa, F. Prieto y  F. Puig Vilar.